# Euxesta scoriacea
Euxesta scoriacea är en tvåvingeart som beskrevs av Friedrich Hermann Loew 1876.
Euxesta scoriacea ingår i släktet Euxesta och familjen fläckflugor. Inga underarter finns listade i Catalogue of Life.